# Schiwa Assar beTammus
Schiwa Assar beTammus (hebräisch שבעה עשר בתמוז, wörtlich übersetzt: der 17. im Tammus) bzw. der 17. Tammus ist ein jüdischer Fastentag, an dem des Durchbruchs durch die Jerusalemer Stadtmauer, der der Zerstörung des Ersten und Zweiten Tempels vorausging, gedacht wird. Er wird am 17. Tag des jüdischen Monats Tammus begangen. Mit dem 17. Tammus beginnt 40 Tage nach dem jüdischen Wochenfest Schawuot die Trauerzeit der drei Wochen.
Der jüdischen Tradition zufolge verbrachte Moses die 40 Tage nach Schawuot auf dem Berg Sinai, wo ihm die Tafeln mit den Zehn Geboten übergeben wurden. Die Israeliten erschufen sich während dieser 40 Tage jedoch das Goldene Kalb. Aus Zorn darüber zerschlug Moses die Gesetzestafeln. Dieser Ereignisse wird ebenfalls am 17. Tammus gedacht.
Der Fasttag Schiwa Assar beTammus, der bei der Morgenröte beginnt, ist der erste der in der Bibel aufgezählten Fasttage:
„So spricht der Herr der Heere: Das Fasten des vierten, das Fasten des fünften, das Fasten des siebten und das Fasten des zehnten Monats werden für das Haus Juda Tage des Jubels und der Freude und froher Feste sein.“ (Sach 8 ).
Fasten des 17. Tammus (Durchbruch der Mauer Jerusalems unter Titus): Zur Erinnerung an die Erstürmung Jerusalems 586 v. d. Z. durch babylonische Belagerer und an die erste in die Stadtmauer Jerusalems geschlagene Bresche, mit der die physische Zerstörung begann. Juda wurde besetzt, die Juden nach Babylonien verschleppt und das Tempelgerät gestohlen. In der Geschichte des jüdischen Volkes ist der 17. Tammus ein Tag der Heimsuchung. Nach jüdischer Lehre geschahen an diesem Tag unter anderem folgende Ereignisse: Zerbrechen der Gesetzestafeln durch Mosche, Einstellung des ständigen Opfers während der Belagerung Jerusalems, Einschließen der Stadt, Verbrennen der Tora durch den griechischen Heerführer Apostemos, Aufstellen des Götzenbilds im Tempel durch König Menasse.
Die Fastenzeit beginnt in der Morgendämmerung. Die „drei Wochen“, die mit dem 17. Tammus beginnen und dem 9. Aw enden, sind die so genannten „Tage inmitten der Bedrängnis“, während der man um die Zerstörung des ersten und des zweiten Tempels trauert. Während dieser Tage mehren sich die Zeichen der Trauer immer mehr und gipfeln in den 9. Aw.
Unter anderem rasiert man sich nicht, lässt sich nicht die Haare schneiden, geht nicht aus, um sich zu vergnügen oder zu unterhalten; keine Hochzeiten, kein Fleisch- oder Weingenuss. In der Woche des 9. Aw zusätzlich kein Baden aus Vergnügen, man zieht in keine neue Wohnung ein und kauft auch keine neue Kleidung. Den Hawdala-Wein (bzw. Traubensaft), der den Erwachsenen an diesem Tag verboten ist, trinkt ein kleines Kind.

## Datum
Der 17. Tammus fällt auf folgenden Tag im (weltlichen) gregorianischen Kalender:
| Jüdisches Jahr | Gregorianisches Datum |
| -------------- | --------------------- |
| 5784           | 23. Juli 2024         |
| 5785           | 13. Juli 2025         |
| 5786           | 2. Juli 2026          |
| 5787           | 22. Juli 2027         |